# Književnost u 1896.
◄◄ | ◄ | 1893. | 1894. | 1895. | 1896.  | 1897. | 1898. | 1899. | ► | ►►
Arhitektura • Astronomija • Biologija • Film • Fotografija • Glazba • Kazalište • Kemija • Kiparstvo • Knjige • Književnost • Kršćanstvo • Meteorologija • Medicina • Planinarstvo • Politika • Pravo • Promet • Slikarstvo • Strip • Šport • Znanost • Zrakoplovstvo • Željeznički promet
Književnost u 1896.

## Svijet

### Književna djela
- Quo Vadis Henryka Sienkiewicza

### Rođenja
- 19. veljače – André Breton, francuski pjesnik i kritičar († 1966.)
- 16. travnja – Tristan Tzara, rumunjski književnik († 1963.)
- 24. rujna – Francis Scott Fitzgerald, američki romanopisac i novelist († 1940.)

### Smrti
- 8. siječnja – Paul Verlaine, franucski pjesnik (* 1844.)

## Vanjske poveznice
|  | Zajednički poslužitelj ima još gradiva o temi Književnost u 1896. |